# Copa Intercontinental d'hoquei sobre patins masculina 1983
La primera edició de la Copa Intercontinental d'hoquei patins masculina es disputà a Sertãozinho (Brasil) el febrer del 1983.
Es disputà en format de lligueta i hi van participar dos equips brasilers, dos argentins, dos xilens i dos europeus. El FC Barcelona es proclamà campió.

## Resultats
| X               | MSa  | TBa  | Por  | Est | Ser | SMa | Bar |
| --------------- | ---- | ---- | ---- | --- | --- | --- | --- |
| Manuel de Salas |      |      |      |     |     |     |     |
| Thomas Bata     | 5-5  |      |      |     |     |     |     |
| FC Porto        | 4-4  | 10-5 |      |     |     |     |     |
| Estudiantil     | 3-7  | 5-4  | 4-10 |     |     |     |     |
| Sertãozinho     | 6-1  | 8-1  | 5-9  | 2-2 |     |     |     |
| San Martin      | D/V  | D/D  | 4-10 | 2-0 | 2-1 |     |     |
| FC Barcelona    | 10-2 | 8-3  | 4-1  | 8-2 | 4-0 | 3-0 |     |
| Portuguesa      | 3-7  | 2-6  | 4-10 | D/D | D/V | 1-2 | 1-7 |

## Classificació
| Pos. | Equip           | Punts | PJ | PG | PE | PP | GF | GC | Dif. |
| ---- | --------------- | ----- | -- | -- | -- | -- | -- | -- | ---- |
| 1    | FC Barcelona    | 14    | 7  | 7  | 0  | 0  | 44 | 9  | 35   |
| 2    | FC Porto        | 11    | 7  | 5  | 1  | 1  | 54 | 30 | 24   |
| 3    | Manuel de Salas | 8     | 7  | 3  | 2  | 2  | 26 | 31 | -5   |
| 4    | Sertãozinho     | 7     | 7  | 3  | 1  | 3  | 22 | 19 | 3    |
| 5    | San Martin      | 7     | 7  | 3  | 1  | 3  | 10 | 15 | -5   |
| 6    | Estudiantil     | 4     | 7  | 1  | 2  | 4  | 16 | 33 | -17  |
| 7    | Thomas Bata     | 4     | 7  | 1  | 2  | 4  | 24 | 38 | -14  |
| 8    | Portuguesa      | 1     | 7  | 0  | 1  | 6  | 11 | 32 | -21  |